# LeVar Burton
Levardis Robert Martyn Burton Jr.  (Landstuhl, 1957. február 16. –) többszörös Daytime Emmy- és Grammy-díjas amerikai színész, rendező, műsorvezető. Leginkább Geordi La Forge szerepéről ismert a Star Trek - Az új nemzedék című sorozatban. További ismert szerepei még Kunta Kinte az ABC Roots című minisorozatában, illetve a PBS Kids csatornán sugárzott Reading Rainbow című műsor vezetője volt 1983-tól 2006-ig. Tizenkét Daytime Emmy-díj nyertes, illetve Peabody-díjat is nyert a Reading Rainbow műsorvezetői szerepe miatt.

## Élete
Burton a németországi Landstuhl városában született. Anyja, Erma Gene szociális munkás, adminisztrátor és oktató volt, míg apja fényképész volt. Két nővérével együtt a kaliforniai Sacramentóban nevelkedett.
Tinédzser korában katolikus hitben nevelkedett, és a kaliforniai Galtban járt szemináriumra, mivel pap szeretett volna lenni. 17 éves korában áttért a színészkedésre, majd 19 éves korában szerepet nyert a Roots című minisorozatban. Első filmes szerepe az 1976-os Almos' a Man című filmben volt, amely Richard Wright író The Man Who Was Almost a Man című novelláján alapul.

## Magánélete
1992. október 3-án házasodott össze Stephanie Cozart sminkessel. Két gyermeke van: Eian Burton Smith és Michaela "Mica" Jean Burton. 
A kaliforniai Sherman Oaks-ban élnek.
Egy vallással sem azonosítja magát, elmondása szerint elsétált a szemináriumtól, a katolicizmustól és a szervezett válláról is, mert szerinte sok dolgot fel lehet fedezni a világban, és meg tudja ezt tenni anélkül, hogy bármelyik hitrendszerhez tartozna.
2012-ben csatlakozott az AIDS Research Alliance nevű szervezet igazgatóihoz. A szervezet arra szakosodik, hogy gyógymódot keressenek az AIDS ellen.

## Filmográfia

### Filmrendezőként
| Év        | Eredeti cím                    | Megjegyzések                                             |
| --------- | ------------------------------ | -------------------------------------------------------- |
| 1987–1994 | Star Trek: The Next Generation | 2 epizód                                                 |
| 1993–1999 | Star Trek: Deep Space Nine     | 10 epizód                                                |
| 1995–2001 | Star Trek: Voyager             | 8 epizód                                                 |
| 1998      | The Tiger Woods Story          | Alternative title: Son, Hero, and Champion               |
| 1998–2006 | Charmed                        | 3 epizód                                                 |
| 1999      | Smart House                    | Television film                                          |
| 2000–2004 | Soul Food                      | 2 epizód                                                 |
| 2001–2005 | Star Trek: Enterprise          | 9 epizód                                                 |
| 2003      | Blizzard                       | Film                                                     |
| 2003      | JAG                            | 192. epizód: "Pulse Rate"                                |
| 2005      | Miracle's Boys                 | epizód: "Free Day"                                       |
| 2006      | Las Vegas                      | epizód: "Meatball Montecito"                             |
| 2008      | Reach for Me                   | Film                                                     |
| 2014      | Perception                     | 2 epizód                                                 |
| 2017–2021 | NCIS: New Orleans              | 10 epizód                                                |
| 2017      | Scorpion                       | 83. epizód: "A Christmas Car-Roll" (Karácsonyi történet) |
| 2022-2023 | NCIS: Hawaii                   | 3 epizód                                                 |